# مورغان بريتاني
مورغان بريتاني (بالإنجليزية: Morgan Brittany)‏ هي صحفية وممثلة أمريكية، ولدت في 5 ديسمبر 1951 بهوليوود في الولايات المتحدة.

## أعمال

### أفلام
- (1963) الطيور

### مسلسلات
- الساحرة المراهقة سابرينا
- المربية
- دالاس

## وصلات خارجية
- مورغان بريتاني على موقع IMDb (الإنجليزية)
- مورغان بريتاني على موقع ألو سيني (الفرنسية)
- مورغان بريتاني على موقع تيرنر كلاسيك موفيز (الإنجليزية)
- مورغان بريتاني على موقع أول موفي (الإنجليزية)
- مورغان بريتاني على موقع قاعدة بيانات الأفلام السويدية (السويدية)
- مورغان بريتاني على موقع إن إن دي بي (الإنجليزية)
- مورغان بريتاني على موقع قاعدة بيانات الفيلم (الإنجليزية)
- مورغان بريتاني على موقع كينوبويسك (الروسية)